# Henryk Gold
Henryk Gold (* 3. oder 9. September 1899 in Warschau, nach anderen Quellen 1902; † 9. Januar 1977 in New York) war ein polnischer Violinist, Orchesterleiter, Komponist und Pionier der polnischen Jazzmusik.

## Leben
Henryk Gold entstammte einer jüdischen Musikerfamilie. Sein Vater Michał Gold war Flötist am Orchester der Warschauer Oper, seine Mutter Helena entstammte der berühmten polnischen Musikerfamilie Melodysta. Henryk Gold's älterer Bruder Artur Gold war ebenfalls Geiger, Orchesterleiter und Komponist und gehörte zur Warschauer Musikerprominenz der Vorkriegszeit. Henryk Gold erhielt erstmals ab 1907 Violinenunterricht. Später kam als Zweitinstrument das Klavier hinzu. In Russland studierte er bei Aleksander Glazunow, später am Warschauer Konservatorium bei Stanisław Barcewicz. Mit 17 Jahren erhielt Gold im Jahre 1916 seine erste Anstellung als Geiger beim Orchester der Warschauer Philharmonie, gab diesen Posten aber bereits im folgenden Jahr auf, um als Soldat der russischen Armee am Ersten Weltkrieg mitzuwirken. Auch am polnisch-sowjetischen Krieg war er als Soldat beteiligt. Während seiner Zeit beim Militär sammelte er auch Erfahrungen als Militärmusiker und -kapellmeister. In den frühen 1920er Jahren begann er wohl, sich stärker mit der Tanz- und Unterhaltungsmusik auseinanderzusetzen und gründete ein modernes Tanzorchester, mit dem er ab etwa 1925 kurzzeitig für die Schallplattenfirma Efte (Polska płyta) und ab 1926 fest unter Vertrag stehend für die Firma Syrena Rekord (ab 1929 Syrena-Electro) Aufnahmen machte. Gerade während seiner frühen Zeit bei Syrena bestand sein Repertoire vorwiegend aus deutschen Schlagerkompositionen. Im Jahre 1926 nahm er unter anderem die Titel Die Oma trägt jetzt einen Bubikopf (Syrena Rekord 17625), Was machst du mit dem Knie, lieber Hans (Syrena Rekord 383a) und Ich hab' das Fräul'n Helen baden seh'n (Syrena Rekord 17639) auf. Sehr bald erweiterte er das Sortiment allerdings auch um amerikanische Kompositionen. Seine frühen akustischen Aufnahmen erschienen auch als Syrena-Auslandspressungen in geringen Auflagen mit deutschsprachigem Etikett als "Henry Gold Künstler-Tanzkapelle" oder "Tanzorchester Henry Gold" in Deutschland, teilweise auch unter anonymen Bezeichnungen auf Syrena.
Gegen Ende der 1920er Jahre war seine Kapelle bereits die populärste Tanzkapelle Polens, was vor allem an der enormen Menge seiner Schallplattenaufnahmen lag. Henryk Golds Aufnahmevolumen war zu dieser Zeit bereits vergleichbar mit dem deutscher Kollegen, wie z. B. Dajos Béla, Marek Weber oder Paul Godwin. Zudem trat Gold mit seinem Orchester auch live auf, unter anderem 1927 im Hotel Bristol in Warschau und am 17. Januar 1928 in der Revue Confetti im Theater Nowe Perskie Oko. Darüber hinaus in anderen polnischen Revuetheatern und beim Polnischen Rundfunk in Warschau. Außerdem machte Gold auch zunehmend durch Schlagerkompositionen auf sich aufmerksam.
1931 verließ er die Schallplattenfirma Syrena, wo er als Hauskapellmeister durch Henryk Wars ersetzt wurde und machte eine Handvoll Aufnahmen für die polnische Odeon- und Parlophon-Filiale des deutschen Lindström-Konzerns. Anfang 1932 wurde er dann fest von der polnischen Columbia unter Vertrag genommen und blieb bei dieser Schallplattenfirma bis 1936. Während dieser Zeit arbeitete Gold vor allem mit berühmten polnischen Schauspielern und Sängern zusammen. Sein Orchester begleitete u. a. Künstler wie Eugeniusz Bodo, Hanka Ordonówna, Aleksander Żabczyński, Lucyna Szczepańska, Witold Conti und Kazimierz Krukowski. Nach Ende des Vertrages mit Columbia war er mit seinem Orchester wieder auf Syrena-Platten zu hören, allerdings sind nach 1937 keine Schallplatten mehr von seinem Orchester bekannt.
1939 nahm sein Orchester an der New Yorker Weltausstellung teil. Bei Kriegsbeginn befand sich Gold mit seinem Orchester in der Sowjetunion, wo er sich der Armee des polnischen Generals Władysław Anders anschloss und schließlich nach Palästina gelangte. Dort trat Gold erneut als Komponist in Erscheinung, er komponierte einige hebräische Lieder. Anfang der 1950er Jahre machte er erneut Schallplattenaufnahmen in Paris, unter anderem als Begleiter des jiddischen Sängers Henri Gerro.
1953 wanderte Henryk Gold endgültig in die USA aus. Dort leitete er 13 Jahre lang das Salon- und Tanzorchester des Hotels "Plaza" in New York. Darüber hinaus war er erneut als Begleiter am Rundfunk aktiv und leitete Theater- und Music-Hall-Orchester. 1975 setzte er sich zur Ruhe.